# Aquario (astrologia)

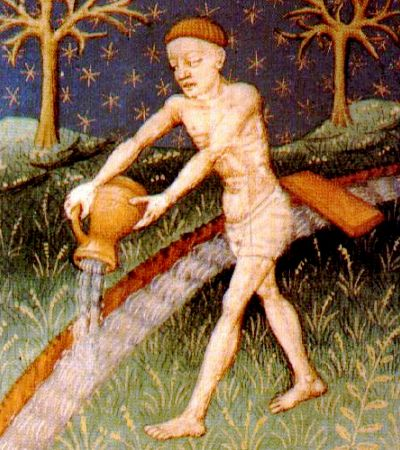
Aquario rappresentato in un libro di astrologia del XV secolo

L'Aquario (♒︎), anche Acquario, è l'undicesimo dei 12 segni zodiacali dell'astrologia occidentale, situato tra Capricorno e Pesci.
I segni che gli sono in quadratura sono Scorpione e Toro, in trigono troviamo gli altri due segni di Aria Gemelli e Bilancia, mentre il segno opposto è il Leone.
Il segno è governato da due pianeti, Urano e Saturno. Nell'astrologia classica non vi era alcun pianeta in esaltazione né in caduta rispetto a questo segno. Il Sole si trova in esilio. 
Secondo l'astrologia dialettica proposta da Lisa Morpurgo il pianeta in esaltazione è sempre Nettuno, mentre l'ipotetico Y (Eolo) è in caduta.
Il Sole si può trovare nel segno dell'Aquario nel periodo che va, all'incirca, dal 20 gennaio al 18 febbraio: il periodo esatto varia di anno in anno, e per stabilire la sua posizione nei giorni estremi è necessario consultare le effemeridi.
L'elemento dell'Aquario è l'aria intesa come "vento impetuoso", secondo l'astrologia classica all'Aquario corrispondono le caviglie, tuttavia questa teoria non viene condivisa da Lisa Morpurgo che ritiene che le caviglie debbano essere associate al Sagittario.
La simbologia stagionale è quella della metamorfosi del seme che sviluppa le sue radici verso il terreno, e si prepara per il conseguente sviluppo verso l'alto. Il segno dell'Aquario corrisponde all'undicesima casa, che in astrologia classica corrisponde all'amicizia ed è inoltre l'idea delle larghe vedute, della politica e dell'autocontrollo.

## Caratteristiche
La persona nel segno dell'Aquario è estrosa, originale ed empatica, vista la dominanza uraniana è difficile da definire e ingabbiare all'interno di schemi e concetti precostituiti, di norma insofferente alle regole e alla società. È alla costante ricerca di un suo modo per esprimersi in ferma opposizione agli altri. L'Aquario ha come impulso primario il desiderio di libertà e di auto-determinazione, non vuole essere ingabbiato, allo stesso modo non desidera ingabbiare gli altri. Altra tendenza dell'Aquario è quella di indulgere in mezze verità e raccontare solo una parte della storia, per avere margine di manovra, soprattutto nelle questioni di denaro e lavorative.